# Lasiurus degelidus
Lasiurus degelidus es una especie de murciélago de la familia Vespertilionidae.

## Distribución geográfica
Es endémica de Jamaica.